# Romina Plonsker

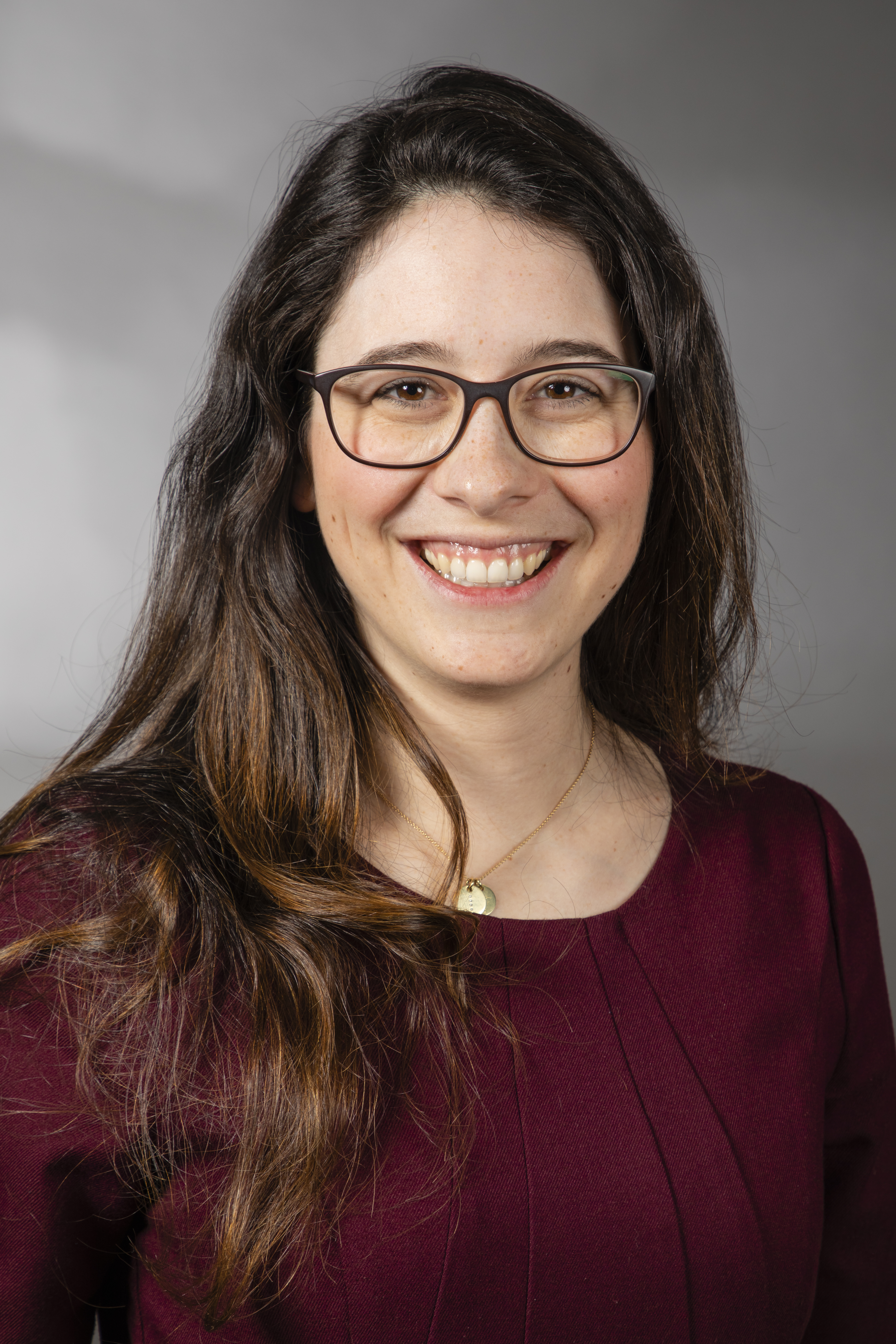
Romina Plonsker, 2019

Romina Plonsker (* 26. Juli 1988 in Dormagen) ist eine deutsche Politikerin der Christlich Demokratischen Union Deutschlands (CDU) und Mitglied des Landtages Nordrhein-Westfalen.

## Leben
Romina Plonsker stammt aus Pulheim-Stommelerbusch und absolvierte nach dem Abitur eine Ausbildung zur Bankkauffrau. Danach studierte sie Betriebswirtschaftslehre in Köln und Madrid mit Schwerpunkt Bankwesen. Ihren Master-Abschluss machte sie im Jahr 2017, bereits als Abgeordnete des Landtags. Am 24. Februar 2021 wurde sie als Arbeitnehmervertreterin in den Aufsichtsrat der RWE Power AG gewählt.

## Politik
Plonsker ist seit 2005 Mitglied der CDU und wurde danach auch Vorsitzende des Bezirks Mittelrhein der Jungen Union. Sie ist als Beisitzerin Mitglied des Landesvorstandes der CDU. Seit 2021 ist sie Vorsitzende des CDU-Kreisverbands Rhein-Erft.
Ihr gelang am 14. Mai 2017 mit 28 Jahren der Einzug als Abgeordnete bei der Landtagswahl in Nordrhein-Westfalen 2017 im Landtagswahlkreis Rhein-Erft-Kreis I als Direktkandidatin. Bei der Landtagswahl 2022 gewann sie erneut das Direktmandat im Wahlkreis Rhein-Erft-Kreis I.

### Positionen
Im Rahmen der Proteste im Hambacher Forst, der vom Vorrücken des Tagebaus Hambach, der zum Teil in den Wahlkreis Plonskers fällt, bedroht ist, warf sie den Bündnisgrünen in Nordrhein-Westfalen im November 2017 vor, „Terroristen im Hambacher Forst“ zu unterstützen. Plonsker nahm dabei Bezug auf Menschen, die sich seit 2012 unter anderem gegen eine Räumung des Waldes zugunsten des Tagebaus einsetzen. Die Bündnisgrünen wiesen den Vorwurf zurück und forderten Plonsker auf, sich zu entschuldigen.